# Кристијан Динер
Кристијан Динер (Котбус, 3. јун 1993) немачки је пливач чија ужа специјалност су трке леђним стилом. Вишеструки је национални првак и рекордер у тркама леђним стилом у великим и малим базенима, учесник светских и европских првенстава и немачки олимпијац.

## Спортска каријера
Динер је са озбиљнијим пливачким тренинзима почео веома рано, још у основној школи, као члан екипе PSV Cottbus 90 са којом је остварио и прве запаженије успехе у каријери на првенствима Бранденбурга. Након завршетка основне школе одлази у Потсдам, где наставља школовање на спортској академији за младе таленте. Успешан деби на међународној сцени је имао 2010. године, прво на европском јуниорском првенству у Хелсинкију где је освојио сребро и бронзу, а затим и на Олимпијским играма младих у Сингапуру где осваја бронзу у штафетној трци на 4×100 мешовито. Годину дана касније успешно је окончао јуниорску каријеру освојивши три злата на европском првенству у Београду (у све три појединачне трке прсним стилом), односно титулу светског јуниорског првака на 50 леђно са првенства у Лими.
У децембру 2011. је дебитовао у сениорској конкуренцији, а са европског првенства у малим базенима које је тада одржано у пољском Шћећину, вратио се са бронзаном медаљом освојеној у трци штафета на 4×50 мешовито.
На светским првенствима у великим базенима је дебитовао тек у Казању 2015, где се такмичио у две дисциплине. У квалификацијама трке на 100 леђно је заузео 24. место, док је на 200 леђно успео да се пласира у полуфинале које је окончао на укупно 9. месту, заоставши свега 0,05 секунди за местом које је водило у финале. Годину дана касније је успео да се избори за место у олимпијској репрезентацији Немачке за ЛОИ 2016. у бразилском Рију, где је успео да се пласира у финале једине дисциплине у којој се такмичио, на 200 леђно (седмо место у финалу).
Такмичио се и на светском првенству у корејском Квангџуу 2019 — 100 леђно (26. место), 200 леђно (9. место у полуфиналу) и штафета 4×100 мешовито (8. место у финалу).
На европском првенству у малим базенима у Глазгову 2019. освојио је три сребрне медаље, све три у појединачним тркама леђним стилом.